# 磐城常葉駅
磐城常葉駅（いわきときわえき）は、福島県田村市船引町今泉字田中にある、東日本旅客鉄道（JR東日本）磐越東線の駅である。

## 歴史

### 駅名について
「常葉」と名がつくものの、田村市常葉町（旧田村郡常葉町）には所在しておらず、常葉町の中心へは約4キロの距離がある。これには次の経緯がある。
本来の計画では常葉町七日市場地区に駅が設けられ、同町関本地区を経由して大越駅に抜ける予定であったが、鉄道敷設に反対の声が上がった。それは三春町から物資の輸送を担当していた60台からなる馬車組合と農地の解放を渋る農民であった。
また、政治的な感情も鉄道敷設問題に影響した。当時、憲政会と立憲政友会の対立が強まりつつあった。常葉町民は明治初期に当地の戸長を歴任した河野広中を絶対支持しており、河野が所属する憲政会の勢力が強い地域であった。そこで憲政会を支持する町民は、この鉄道敷設計画は憲政会と対立する立憲政友会の西園寺公望を総理とする政府の計画であるとして反対運動を展開した。この結果、計画は変更となり常葉町を避けて敷設された。（参考：福島県史17） 
常葉町の町民は、開業後に鉄道の利便性と重要性に気づき、町から最短距離にある船引町今泉地区に町名を冠した駅の設置を請願した。その際に駅敷地を町民の寄付によって提供することを条件とし、1921年（大正10年）に開業した。当駅が磐越東線の全通（1917年〈大正6年〉）よりあとの開業であるのも上記の理由による。
なお、常葉町の中心から当駅までは距離があり、客馬車の便がある船引駅へ出るほうが容易なくらいであったため、常葉町民は当駅の設置後も利便性を受益できず、省線の町への引き込み運動を展開したが不調に終わった。それでもあきらめきれなかった町民有志は常葉軌道株式会社を設立し、常葉町中心部と磐城常葉駅をつなぐ計画を立てた。常葉軌道は軌道敷が竣工し、列車の試運転を行い開業寸前だった昭和8年に経営不振から解散することとなった。（参考：常葉町史）

### 年表

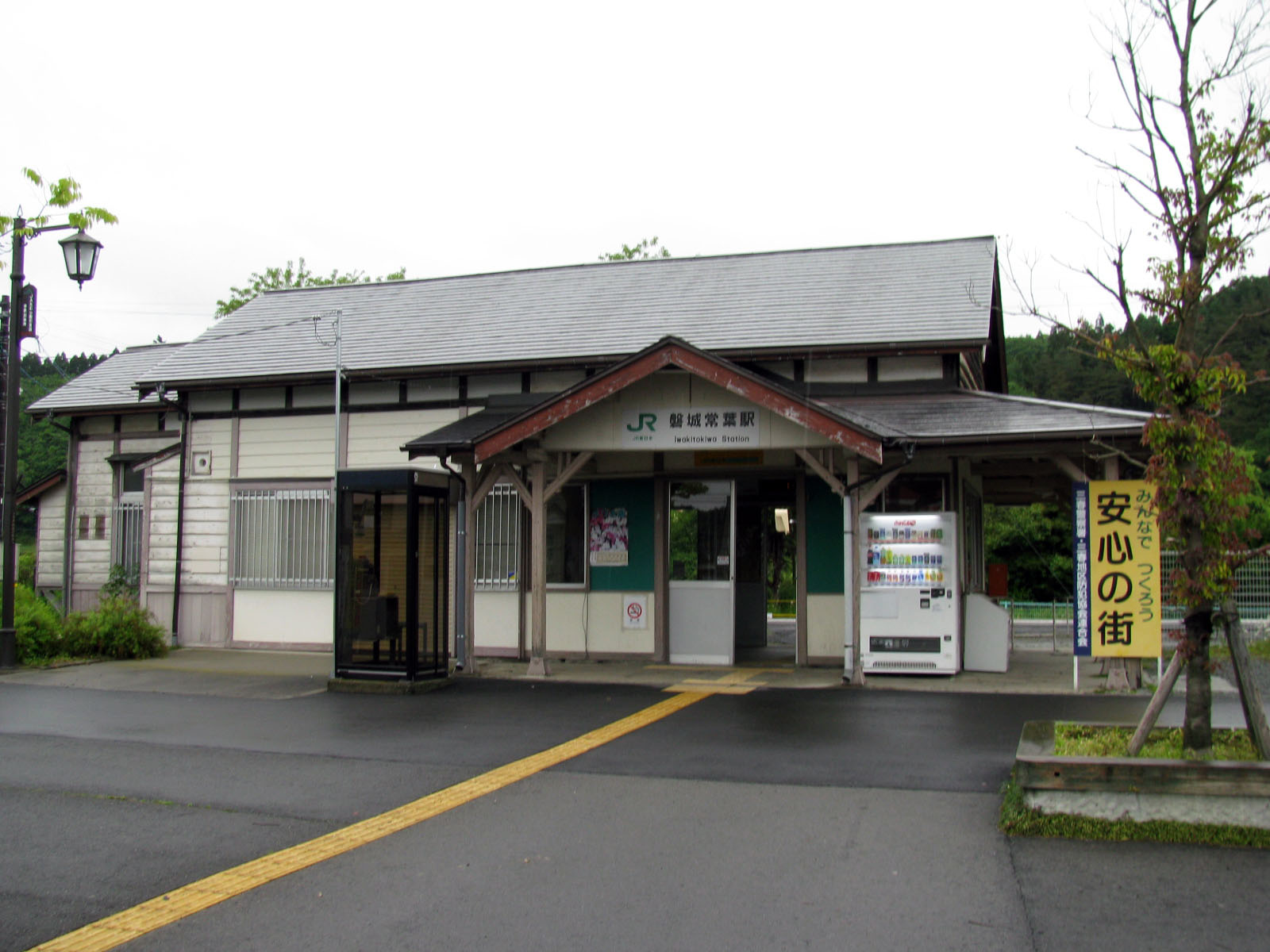
旧駅舎（2008年5月）

- 1921年（大正10年）4月10日：開業[2][3]。
- 1962年（昭和37年）3月15日：貨物の取り扱いを廃止[4]。
- 1984年（昭和59年）2月1日：荷物の扱いを廃止[4]。
- 1987年（昭和62年）4月1日：国鉄分割民営化により、東日本旅客鉄道の駅となる[4][3]。
- 1989年（平成元年）3月11日：全線CTC化に伴い、無人駅化[5]（簡易委託化）。
- 2007年（平成19年）3月1日：簡易委託を中止し、無人化。農協・簡易郵便局も閉鎖。
- 2012年（平成24年）12月6日：新駅舎が完成[2][6]。
- 2016年（平成28年）4月1日：三春駅の業務委託化により、管理駅を郡山駅に変更。
- 2024年（令和6年）10月1日：えきねっとQチケのサービスを開始[1][7]。

## 駅構造
相対式ホーム2面2線をもつ地上駅である。互いのホームは構内踏切で連絡している。
2007年（平成19年）2月までは、農協・簡易郵便局併設の簡易委託駅となっていたが、現在は郡山駅管理の完全なる無人駅である。2012年（平成24年）12月6日に落成した駅舎は鉄骨造り平屋建て75.7平方メートルで、背景の山に溶け込むように大きな三角屋根を設け、縦格子状の日除けを備えている。

### のりば
| 番線 | 路線      | 方向 | 行先       |
| ---- | --------- | ---- | ---------- |
| 1    | ■磐越東線 | 下り | 郡山方面   |
| 2    | ■磐越東線 | 上り | いわき方面 |

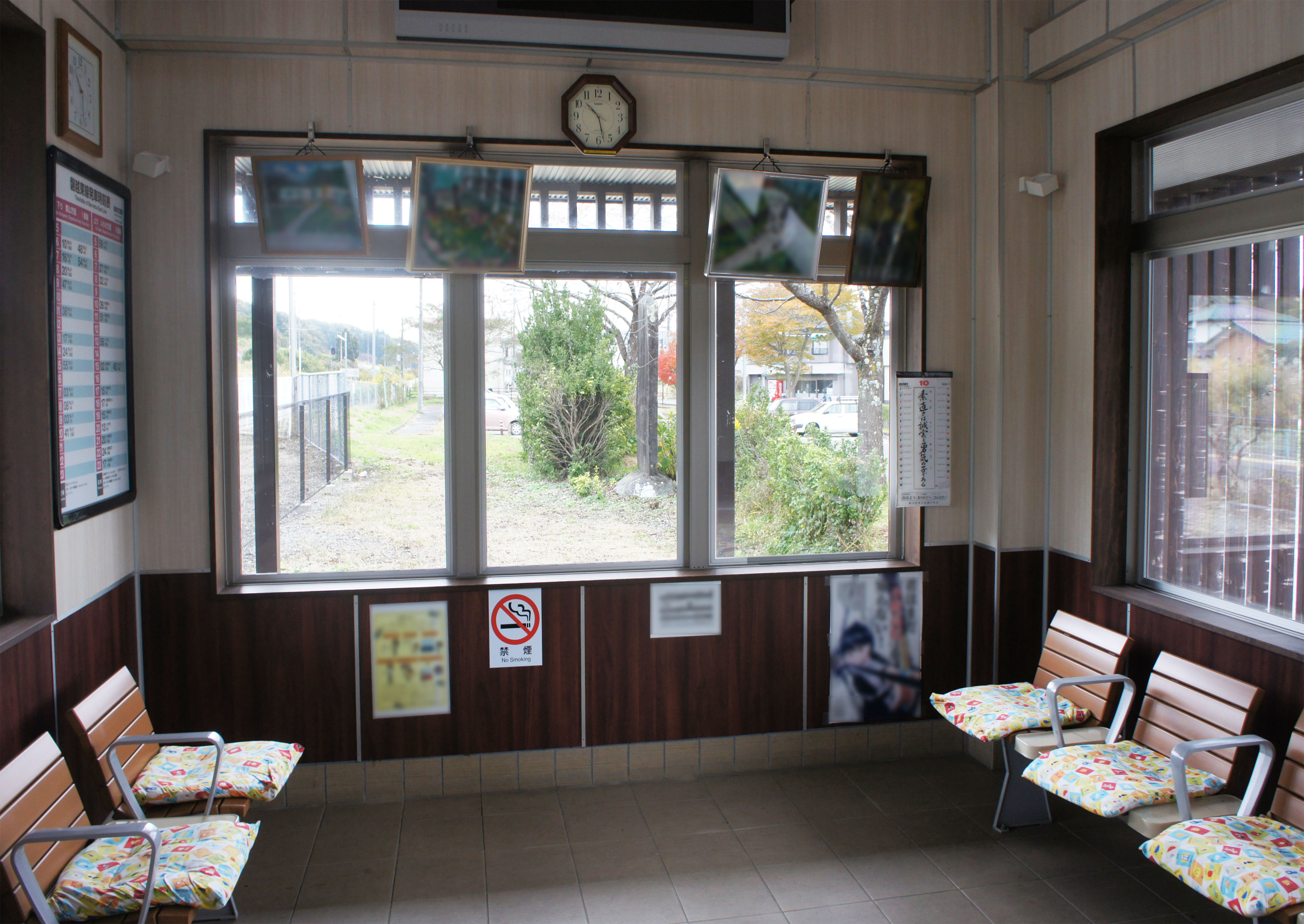
待合室（2021年10月）
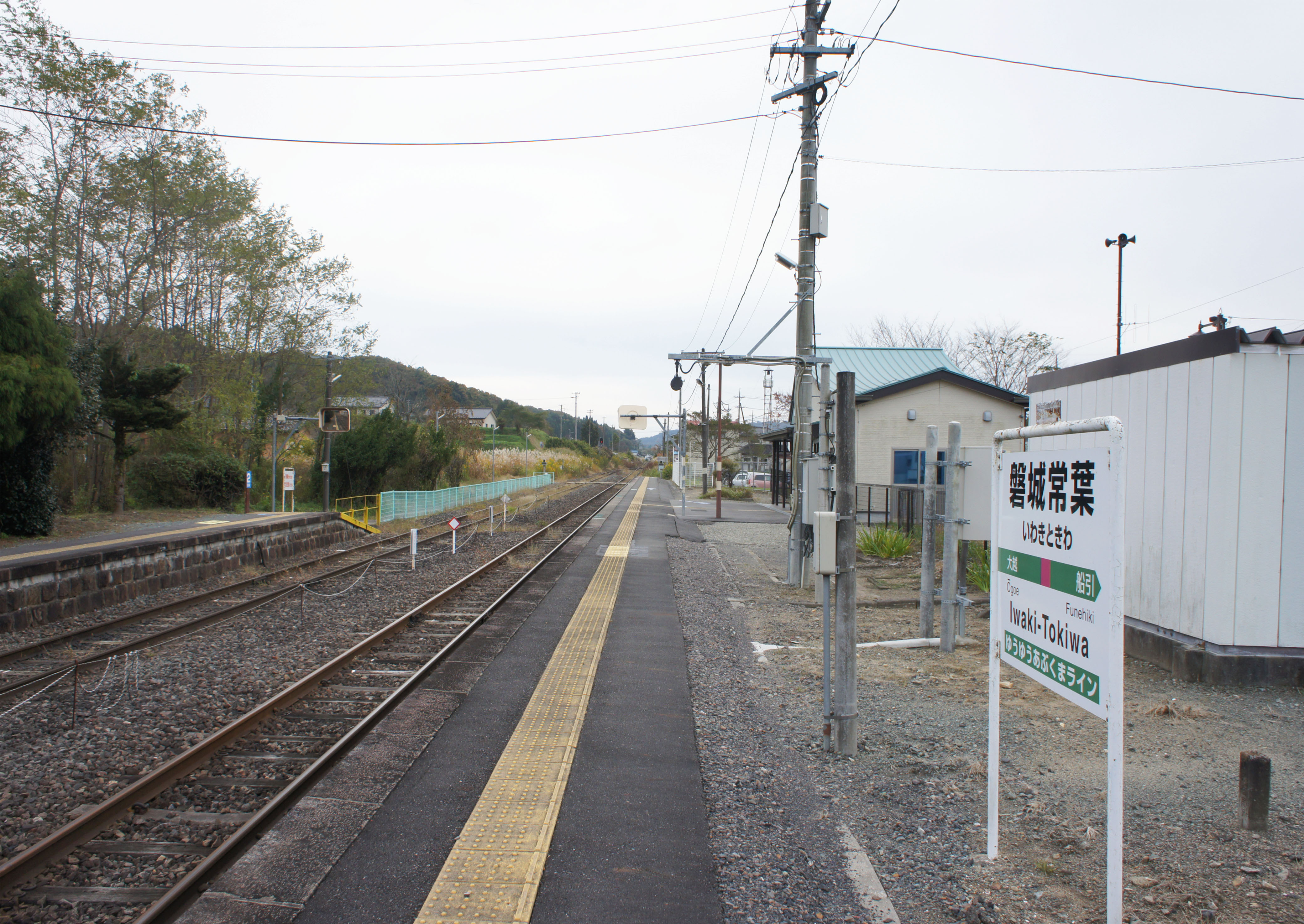
ホーム（2021年10月）
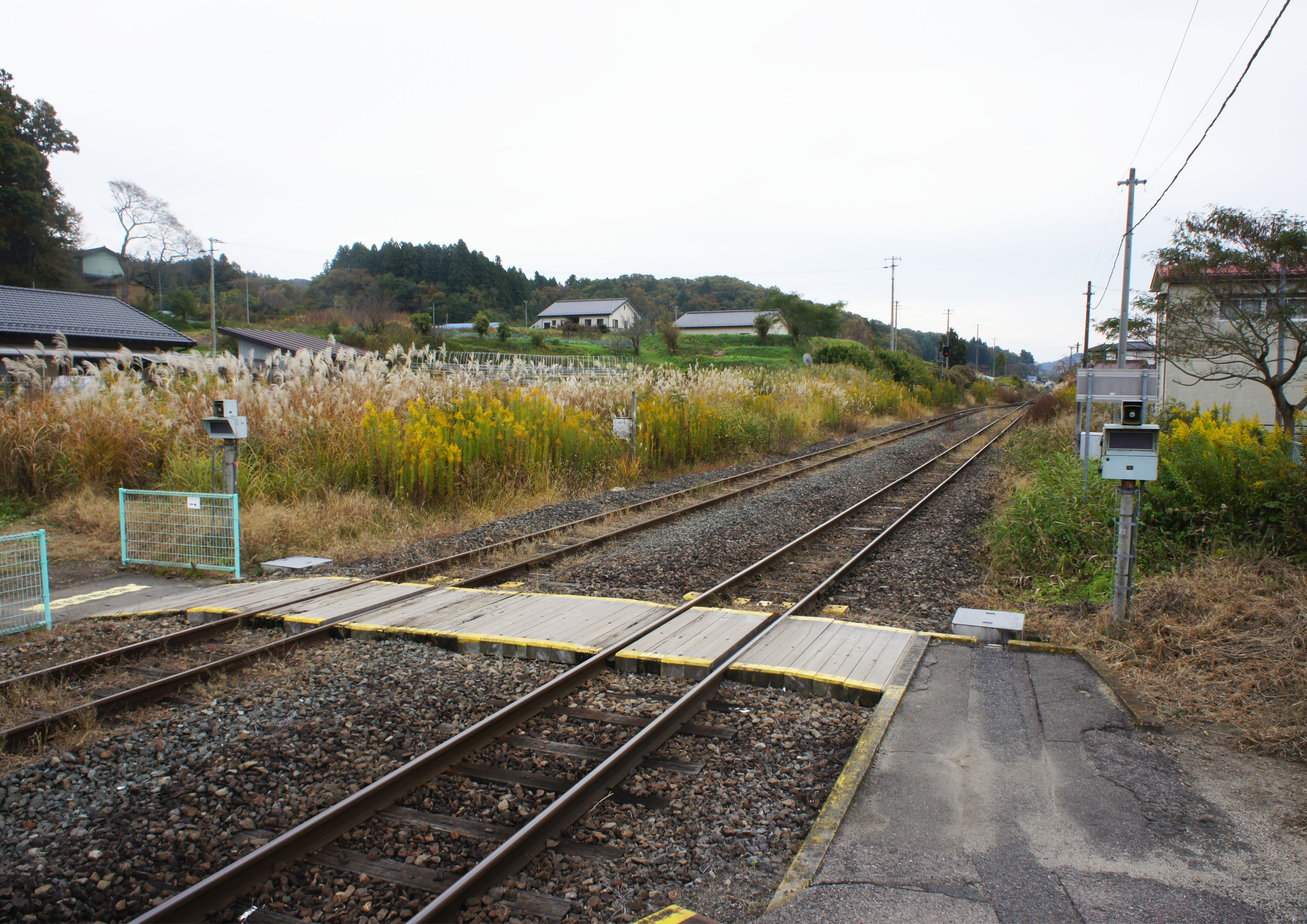
構内踏切（2021年10月）

## 利用状況
JR東日本によると、2000年度（平成12年度）- 2005年度（平成17年度）の1日平均乗車人員の推移は以下のとおりであった。
| 乗車人員推移       | 乗車人員推移     | 乗車人員推移   |
| 年度               | 1日平均 乗車人員 | 出典           |
| ------------------ | ---------------- | -------------- |
| 2000年（平成12年） | 283              | [ 利用客数 1 ] |
| 2001年（平成13年） | 299              | [ 利用客数 2 ] |
| 2002年（平成14年） | 286              | [ 利用客数 3 ] |
| 2003年（平成15年） | 285              | [ 利用客数 4 ] |
| 2004年（平成16年） | 287              | [ 利用客数 5 ] |
| 2005年（平成17年） | 293              | [ 利用客数 6 ] |

## 駅周辺
- 牧野川
- 田村今泉簡易郵便局
- 福島県道19号船引大越小野線
- 福島県道113号常葉芦沢線
- 国道349号

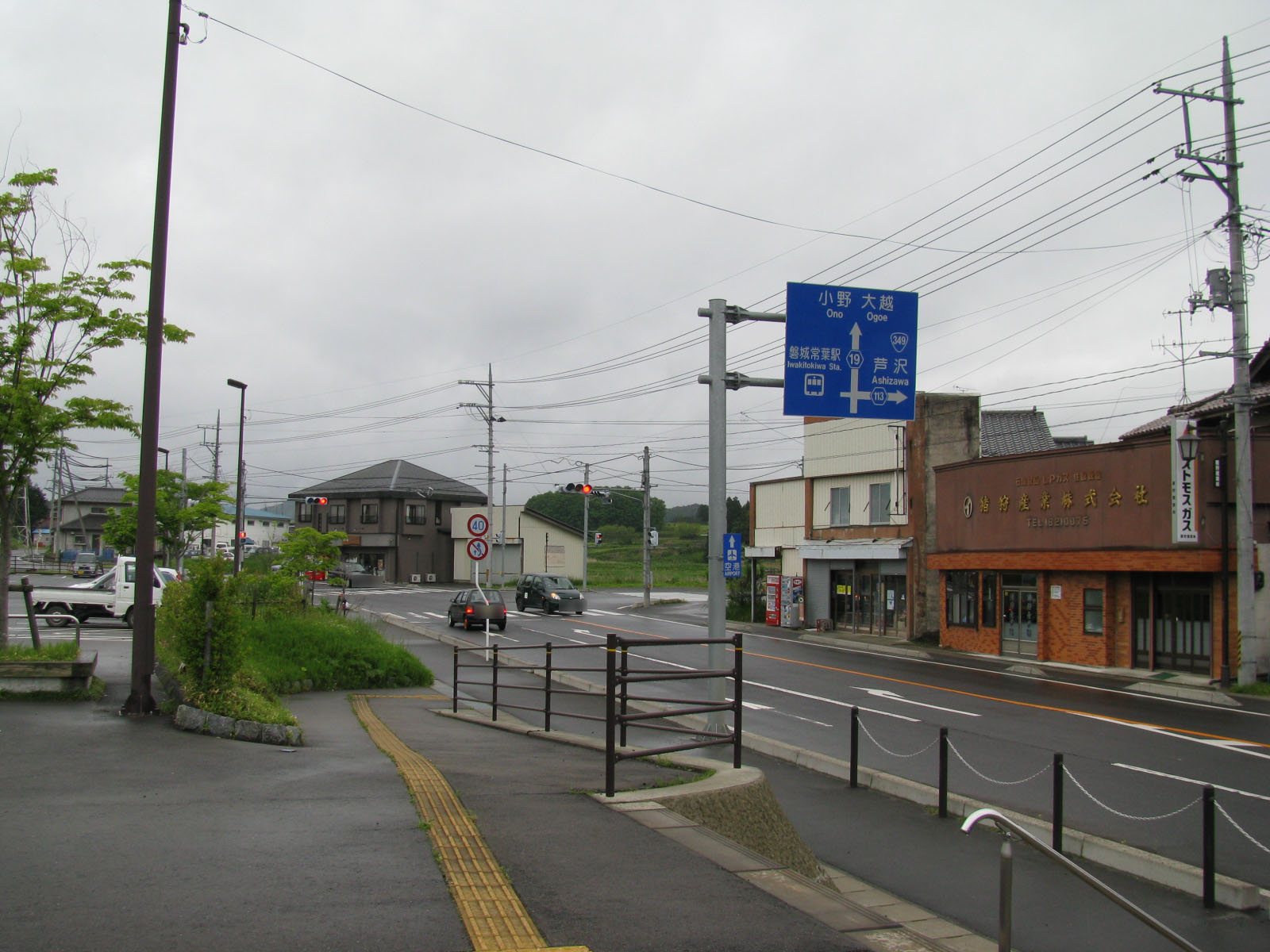
駅前

- 旧今泉小学校 - この前に桜交通の東京駅行き高速バスのバス停が設置されている[10]。

## 隣の駅
東日本旅客鉄道（JR東日本）
■磐越東線
大越駅 - 磐城常葉駅 - 船引駅

### 記事本文
1. 1 2 3  “駅の情報（磐城常葉駅）：JR東日本”.   東日本旅客鉄道. 2024年8月25日時点のオリジナルよりアーカイブ。2024年10月27日閲覧。
2. 1 2 3 4 5 6 7 8 9  『週刊 JR全駅・全車両基地』 50号 郡山駅・会津若松駅・三春駅ほか、朝日新聞出版〈週刊朝日百科〉、2013年8月4日、27頁。
3. 1 2 3  曽根悟（監修）（著）、朝日新聞出版分冊百科編集部（編集）（編）「磐越西線・只見線・磐越東線」『週刊 歴史でめぐる鉄道全路線 国鉄・JR』第6号、朝日新聞出版、2009年8月16日、25頁。
4. 1 2 3  石野哲（編）『停車場変遷大事典 国鉄・JR編 Ⅱ』（初版）JTB、1998年10月1日、513頁。ISBN 978-4-533-02980-6。
5. ↑  「磐越東線を近代化 JR東北地域本社 3・11ダイヤ改正から 平-郡山間全線にCTC」『交通新聞』交通新聞社、1989年1月10日、1面。
6. ↑  『磐越東線「磐城常葉駅」が新駅舎に生まれかわります。』（PDF）（プレスリリース）東日本旅客鉄道仙台支社、2012年11月30日。オリジナルの2014年4月22日時点におけるアーカイブ。2017年5月5日閲覧。
7. ↑  『Suicaエリア外もチケットレスで! 東北エリアから「えきねっとＱチケ」がはじまります』（PDF）（プレスリリース）東日本旅客鉄道、2024年7月11日。オリジナルの2024年7月11日時点におけるアーカイブ。2024年7月31日閲覧。
8. ↑  交通新聞2012年12月17日
9. 1 2  “JR東日本：駅構内図・バリアフリー情報（磐城常葉駅）”.   東日本旅客鉄道. 2024年10月27日閲覧。
10. ↑  “田村市船引今泉＜旧今泉小学校＞｜さくら観光｜高速バス・夜行バス予約495”. 2017年5月5日閲覧。

### 利用状況
1. ↑  “各駅の乗車人員（2000年度）”.   東日本旅客鉄道. 2019年2月24日閲覧。
2. ↑  “各駅の乗車人員（2001年度）”.   東日本旅客鉄道. 2019年2月24日閲覧。
3. ↑  “各駅の乗車人員（2002年度）”.   東日本旅客鉄道. 2019年2月24日閲覧。
4. ↑  “各駅の乗車人員（2003年度）”.   東日本旅客鉄道. 2019年2月24日閲覧。
5. ↑  “各駅の乗車人員（2004年度）”.   東日本旅客鉄道. 2019年2月24日閲覧。
6. ↑  “各駅の乗車人員（2005年度）”.   東日本旅客鉄道. 2019年2月24日閲覧。